# 杉下右京のアリバイ
『杉下右京のアリバイ』（すぎしたうきょうのアリバイ）は、碇卯人による日本の推理小説。テレビ朝日のテレビドラマ『相棒』のノベライズを手がける碇による、オリジナル小説シリーズの第4弾。密室を題材とした前作『杉下右京の密室』に続き、本作ではアリバイを題材としている。
オリンピック開幕直前のロンドンを訪れた休暇中の右京が殺人事件の捜査に関わる「奇術師の罠」と、香港を舞台とした「シリアルキラーY」の2編が収録されている。「奇術師の罠」はseason12の直前、「シリアルキラーY」はロンドン行きの機内で笛吹悦子と出会った後、甲斐享と出会う前の物語である。

## 奇術師の罠
トラファルガー広場を見渡しながらアフタヌーンティーを楽しもうとしていた杉下右京は、突然巨漢の警官ヨハンセン巡査部長に昨夜のアリバイを尋ねられ、オペラ鑑賞をしていたと伝えるも信じてもらえず、スコットランド・ヤードへ連行されてしまう。かつて右京が研修した際に世話になったハンブルビー警部が取調室で待つ右京の前に現れ、右京の身元を証明してくれ、手配されていた殺人事件の容疑者とも背格好が異なるとヨハンセンの軽率さをたしなめる。
右京の協力により、被害者宅のインターフォンカメラに残っていた映像から、容疑者がイギリスで公演中の日本人奇術師・ロイ堀之内であることが判明するが、堀之内は被害者の死亡推定時刻には、ロンドンから150㎞離れたバーミンガムで奇術の舞台の最中だったという完璧なアリバイがあった。しかし、偶然にも舞台を見ていたというバーミンガム警察の警官によると、舞台中にテレポートをした堀之内は、殺人予告めいたことを言っていたという。右京は、ヨハンセンと共に捜査を始める。

### 登場人物
杉下 右京（すぎした うきょう）
警視庁特命係 警部。休暇を取り、オリンピック開幕前で賑わうロンドンを訪れる。
アダム・ハンブルビー
ロンドン警視庁殺人課 警部。右京が研修で来ていた時に教官役を務め、意気投合した。好好爺然とした印象に違わず温厚で人懐っこいが、怒らせると怖い、優秀な刑事。右京に捜査術を伝授した。
エドガー・ヨハンセン
ロンドン警視庁 巡査部長。巨漢でスキンヘッド。
ロイ堀之内（ロイほりのうち）
イギリスで公演中の、日本でもそこそこ名の通った奇術師。本名は田中良治。サイトウ殺害の重要参考人。得意とする奇術は、瞬間移動、物体消失、念写。
マーチン・サイトウ
遺体で発見された被害者。享年56。父親が日本人、母親がイギリス人のイギリス国籍の実業家。〈サイトウE&E〉社長。本業は不動産業。堀之内にイギリス公演をオファーした。
キャサリン・オーデル
サイトウ邸の住み込みのハウスキーパー。29歳。遺体の第一発見者。
パトリック・ワイルド
通報を受けて最初に現場に駆けつけた制服警官。
箕輪 有紀子（みのわ ゆきこ）
堀之内のマネージャー。
重富 益男（しげとみ ますお）
制作兼大道具担当スタッフ。50代。
河野 丈衛
照明兼音響担当スタッフ。30代。
橘 レナ（たちばな レナ） / 中野 麻美（なかの あさみ）
堀之内のアシスタント。両名とも20代前半。レナはオランダと日本のハーフ。
藤峰 さくら（ふじみね さくら）
堀之内の元アシスタント。堀之内と恋愛関係にあったが、それが破綻したため、アシスタントを辞めた。
エドワード・クリーズ
サイトウの顧問弁護士。
フレッド・ホジキンスン
サイトウの甥。〈サイトウE&E〉の取締役。

## シリアルキラーY
ロンドンを発って香港に着いて5時間、100万ドルの夜景を堪能し、銅鑼湾を歩き、ヴィクトリア・パークに差しかかった時、右京の目には、真新しい日本車が止まる。車から下りてきた男女2人が気になった右京がそっと付いていくと、園内の公衆トイレに入った男が悲鳴を上げながら逃げ出してきて、サバイバルナイフを持った若い男が雄叫びを上げながら襲いかかっていた。女の方へ向かった若い男は、女に拳銃で撃たれて即死する。女は香港警察のビビアン・ウォン刑事で、居合わせた右京は不審に思われ、連行されてしまう。
警視庁の身元照会により右京の容疑は晴れたが、ウォン刑事の発砲が適切なものだったか目撃者として意見を求められる。射殺された男がふた月の間に4人の女性を殺害し、香港を恐怖に陥れていた「シリアルキラーY」だと聞かされ、右京は俄然興味を持つ。だが、しばらくして、九龍の埠頭でYの犯行と思われる女性の遺体が発見される。翌朝、Yが移動に使用していたと思われる香港MTRが電気系統のトラブルにより停止していたことが判明し、九龍の犯行がYによるものならば、ウォン刑事が射殺した男がYではなかったことになってしまうと右京から指摘されたウォン刑事は、仮病を使い奇妙な日本人刑事と捜査に乗り出す。

### 登場人物
杉下 右京
警視庁特命係 警部。
ビビアン・ウォン
香港警察刑事部 督察（警部補）。独断専行の行動が多く、しばしば上司に苦言を呈される。
ディック・チャウ
香港警察刑事部長。
レスリー・ラウ / 中国名：劉 英才（ラウ・インチョイ）
犯罪心理学者。香港中文大学特任教授。父親がアメリカで貿易商をしていたため、アメリカで生まれ育った。プロファイリングで次の犯行を予測し、ウォン刑事とパトロールしていた。
シリアルキラーY
黒いロングヘアーの女性を被害者自身の髪で絞殺し、腹部をYの字に切り裂くという残虐な手口から、マスコミによって命名された。
ケリー・リー / 中国名：李 美雨（リー・メイユイ）
香港大学の犯罪心理学の准教授。5人目の被害者。リー本人はショートヘアで、ロングヘアーのかつらが凶器になっていた。
呉 龍仁（ウー・ロンヤン）
ウォン刑事が射殺した男。ラマ島出身。幼少期に受けた虐待が原因で重度の難聴を患っていた。
アンディ・ワン
ラマ島で釣り船や釣り具の販売をしている。呉を雇っていた。
チャールズ・リョン
香港大学心理学科教授。リーの指導教官を務めていたが、専門は社会心理学のため、犯罪心理学の研究者を紹介するなどしていた。